# Roland Ulber

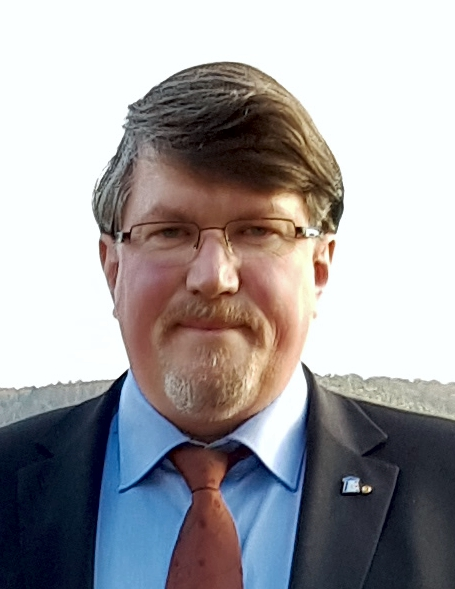
Roland Ulber (2018)

Roland Ulber (* 1968) ist ein deutscher Chemiker. Er lehrt Bioverfahrenstechnik an der Rheinland-Pfälzischen Technischen Universität in Kaiserslautern. 
Sein Chemiestudium an der Universität Hannover schloss er 1994 mit dem Diplom ab. Nach seiner Promotion im Jahr 1996 an den Universitäten Hannover und Münster habilitierte er 2002 an der Universität Hannover in Technischer Chemie. Seit 2004 leitet er das Lehrgebiet Bioverfahrenstechnik an der damaligen TU Kaiserslautern und heutigen RPTU Kaiserslautern-Landau. Rufen auf Professuren an die Technische Universität Braunschweig und an die TU München folgte er nicht. 
Roland Ulber engagiert sich seit 2002 in der DECHEMA e. V. Von 2014 bis 2019 war er der Vorsitzende der Fachgemeinschaft Biotechnologie der DECHEMA. Neben seiner Professur ist er seit 2017 der geschäftsführende Leiter des Zentrum für Lehrerbildung an der RPTU in Kaiserslautern (ehemals TU Kaiserslautern). Neben der fachwissenschaftlichen Betätigung entwickelt er Fortbildungskurse für Lehrkräfte und Experimentierkisten für Schüler im MINT-Bereich. 2023 wurde Ulber in die Deutsche Akademie der Technikwissenschaften (acatech) gewählt.
Ehrenamtlich ist Roland Ulber im Rotaryclub Kaiserslautern Sickinger-Land und als Presbyter in der Versöhnungskirche (Bännjerrück, Kaiserslautern) engagiert. 

## Forschungsgebiete
- Enzymscreening und -produktion
- Biokatalyse
- Optimierung von Fermentationen
- Aufarbeitung
- Chemo- und Biosensorik
- Phototrophe Kultivierung von Cyanobakterien[2]

## Ausgewählte Publikationen
- mit M. Schäfer, B. Hauck, J. Kuhn; Das Smartphone als Messgerät: Analytik mit Licht – Das Smartphone-Photometer; Chemie in Unserer Zeit 1 (2018) 52–55, doi:10.1002/ciuz.201700804
- mit D. Strieth, K. Muffler; Application of phototrophic biofilms: From fundamentals to Processes; Bioprocess and Biosystems Engineering; doi:10.1007/s00449-017-1870-3
- mit A. Zayed, K. Muffler, T. Hahn, S. Rupp, D. Finkelmeier, A. Burger-Kentischer; Physicochemical and biological characterization of fucoidan from Fucus vesiculosus purified by dye affinity chromatography; Marine Drugs (2016) doi:10.3390/md14040079
- mit A. Thiel, K. Muffler, N. Tippkötter; Novel downstream processing approach for recovery of sinapic acid, phytic acid and proteins from rapeseed meal; Journal of Chemical Technology & Biotechnology (2015) doi:10.1002/jctb.4664
- mit B. Ludwig, D. Geib, C. Haas, J. Steingroewerb, T. Bley, K. Muffler; Whole-cell biotransformation of oleanolic acid by free and immobilized cells of Nocardia iowensis: Characterization of new metabolites; Eng. Life Sciences (2014) doi:10.1002/elsc.201400121